# Дзабахидзе, Валериан Сергеевич
Валериан Сергеевич Дзабахидзе (20 мая 1903 года, с. Бзуани, Кутаисский уезд, Кутаисская губерния — 30 октября 1986 года, Сухум) — советский военный деятель, генерал-майор (17 ноября 1943 года). Депутат Верховного Совета Грузинской ССР 1 созыва (с 6 июня 1938 года).

## Начальная биография
Валериан Сергеевич Дзабахидзе родился 20 мая 1903 года в селе Бзуани Кутаисского уезда Кутаисской губернии.

## Военная служба

### Довоенное время
5 сентября 1922 года призван в ряды РККА и направлен на учёбу в военно-спортивную школу Кавказской Краснознамённой армии, после расформирования которой 9 декабря того же года переведён на кавалерийское отделение Грузинской объединённой военной школы, после окончания которой 8 августа 1925 года назначен на должность командира взвода в составе 2-го Грузинского стрелкового полка (1-я грузинская стрелковая дивизия), дислоцированного в Батуми. 10 октября 1927 года направлен на учёбу на военно-политические курсы при Закавказской пехотной школе, после окончания которых 1 августа 1928 года вернулся в полк, где служил на должности командира и политрука роты.
23 ноября 1931 года В. С. Дзабахидзе направлен на учёбу на Ленинградские бронетанковые курсы усовершенствования командного состава, после окончания которых 22 июня 1932 года назначен на должность командира роты в составе дислоцированного в Тбилиси отдельного сводного батальона (Кавказская Краснознамённая армия), а затем переведён командиром отдельной танкетной роты в 2-й горнострелковой дивизии.
28 апреля 1933 года зачислен на учёбу в Военную академию имени М. В. Фрунзе, после окончания которой в октябре 1936 года назначен на должность начальника штаба 203-го отдельного танкового батальона, дислоцированного в Тбилиси, в августе 1937 года — на должность командира отдельного разведывательного батальона в составе 63-й горнострелковой дивизии (Закавказский военный округ), а с сентября того же года исполнял должность этой же дивизии. 16 ноября 1937 года переведён на должность командира 187-го горнострелкового полка в составе той же дивизии, а 19 августа 1938 года — на должность военного комиссара Грузинской ССР.

### Великая Отечественная война
С началом войны находился на прежней должности.
Полковник В. С. Дзабахидзе 19 августа 1941 года назначен на должность командира 394-й стрелковой дивизии, формировавшейся в городе Гурджаани, а 8 октября переведён на должность командира 9-й горнострелковой дивизии (46-я армия), которая выполняла задачи по обороне советско-турецкой и Черноморского побережья в районе Батуми.
9 февраля 1942 года назначен командиром 224-й стрелковой дивизии (Крымский фронт), ведшей боевые действия на Керченском полуострове. 15 мая при выходе из окружения в районе Ак-Монайских позиций полковник Дзабахидзе был тяжело ранен, после чего лечился в госпитале.
После излечения 9 июня 1942 года назначен на должность начальника штаба 3-го стрелкового корпуса, однако в июле переведён на должность начальника 2-го Бакинского военного пехотного училища, а 8 октября того же года — на должность командира 406-й стрелковой дивизии (Закавказский фронт) находилась на советско-турецкой границе на ахалцих-ардаханском и ахалкалаки-ардаханском направлениях.
22 февраля 1944 года назначен командиром 414-й стрелковой дивизии, с 11 апреля принимавшей участие в боевых действиях в ходе Крымской наступательной операции и к 25 апреля вышедшей к Севастополю. 4 мая дивизия участвовала в ходе штурма Сапун-горы, а 9 мая — в освобождении Севастополя, после чего дислоцировалась на территории Крыма.

### Послевоенная карьера
После окончания войны дивизия под командованием генерал-майора В. С. Дзабахидзе дислоцировалась в Таврическом военном округе, а в январе 1946 года передислоцирована в Тбилисский. В июле того же года переведён на должность командира 10-й отдельной стрелковой бригады (Приволжский военный округ).
В декабре 1948 года направлен на учёбу на курсы усовершенствования командиров стрелковых дивизий при Военной академии имени М. В. Фрунзе, после окончания которых с марта 1950 года служил заместителя начальника штаба по организационно-мобилизационным вопросам в Донском военном округе, с июня 1951 года — в Дальневосточном военном округе, а с июня 1953 года — Северокавказском военном округе.
В феврале 1954 года назначен на должность заместителя начальника штаба по организационным вопросам Центральной группы войск, в декабре 1955 года — на исполняющего должность начальника штаба Таврического военного округа, однако уже в январе 1956 года переведён на должность начальника Организационно-мобилизационного управления и заместителя начальника штаба по организационно-мобилизационным вопросам этого же округа.
Генерал-майор Валериан Сергеевич Дзабахидзе 13 июля 1956 года вышел в запас. Умер 30 октября 1986 года в Сухуме.

## Награды
- Орден Ленина (24.06.1948);
- Два ордена Красного Знамени (03.11.1944, 20.04.1953);
- Орден Суворова 2 степени (11.05.1944);
- Орден Отечественной войны 1 степени (06.04.1985);
- Орден Красной Звезды (31.03.1943);
- Медали.

## Память
- На могиле установлен надгробный памятник.
- Имя воина увековечено в Главном Храме Вооружённых сил России и на мемориале «Дорога памяти»[2].